# Lillington
Lillington é uma cidade  localizada no estado norte-americano de Carolina do Norte, no Condado de Harnett.

## Demografia
Segundo o censo norte-americano de 2000, a sua população era de 2 915 habitantes.
Em 2006, foi estimada uma população de 3 171, um aumento de 256 (8.8%).

## Geografia
De acordo com o United States Census Bureau tem uma área de 10,4 km², dos quais 10,3 km² cobertos por terra e 0,1 km² cobertos por água. Lillington localiza-se a aproximadamente 50 m acima do nível do mar.

## Localidades na vizinhança
O diagrama seguinte representa as localidades num raio de 20 km ao redor de Lillington.